# Bienenschwarm (Fernsehserie)
Bienenschwarm (Originaltitel: Swarm) ist eine US-amerikanische satirische Horror-Thrillerserie von Donald Glover und Janine Nabers. In der Hauptrolle der Dre Greene ist Dominique Fishback zu sehen. Premiere hatte die Serie am 17. März 2023 bei Prime Video.

## Handlung
Dre Greene ist obsessiver Fan der Pop-Ikone Ni’Jah. Die Gesellschaft ist von Leuten, die Ni’Jah nicht mögen, sowie den Bienenschwarm, fanatische Fans die Ni’Jah durchs ganze Land folgen, gespalten. Dre gibt ihr letztes Geld für Eintrittskarten aus. Nachdem sie ein Ereignis aus der Bahn wirft, hinterlässt sie eine blutige Spur in den ganzen USA. Ihre Standardfrage lautet Wer ist dein Lieblingskünstler. Der Film wirft einen kritischen Blick auf Fandoms sowie soziale Netzwerke. Es gibt in der Serie unter anderem einen Gastauftritt von Billie Eilish.

### Episoden
| Nr | Originaltitel                | Zusammenfassung | Erstausstrahlung USA |
| -- | ---------------------------- | --- | -------------------- |
| 1  | Stung                        | Im Jahr 2016 lebt die zurückgezogene Andrea „Dre“ Greene mit ihrer Pflegeschwester Marissa in Houston. Während Marissas Interesse an Popstar Ni’Jah mit zunehmendem Alter nachgelassen hat, ist Dre nach wie vor von ihr besessen. Nach einem Zwischenfall an ihrem Arbeitsplatz beschließt Marissa, die Nacht bei Khalid zu verbringen und verrät ihre Pläne, irgendwann bei ihm einzuziehen. Dre versucht sie aufzuhalten, indem er ihr von Khalids Verhalten und Untreueversuchen erzählt, was Marissa wütend macht. Dann stürmt Marissa hinaus. Als Ni’Jah ein Überraschungsalbum veröffentlicht, geht die selbstbewusste Dre in einen Club und verliert ihre Jungfräulichkeit. Sie wacht auf und stellt fest, dass Marissa nach einem Streit mit Khalid Selbstmord begangen hat und ihn des Betrugs beschuldigt hat, und Ni’Jahs Fans auf Twitter behaupten, sie habe es wegen des neuen Albums getan. Dre geht zu Khalids Haus und tötet ihn trotz seiner deutlichen Reue sehr impulsiv in psychotischer Wut. | 17. März 2023        |
| 2  | Honey                        | Im Jahr 2017, arbeitet Dre als Stripperin in Fayetteville, Tennessee, und versucht, Reggie Wilkins zu finden, eine der Personen, die über Marissa und Ni’Jah getwittert haben. Eine Stripperin und ihr ausfallender Freund schnappen sich Dre, die diesen Freund tötet, nachdem er Zeuge ihres Streits geworden war. Die Stripperin bemerkt, dass Dre die Leiche wegschafft und beschließt, zu helfen, doch Dre tötet auch sie, nachdem sie ihren Freund begraben hat. Eine Gruppe Stripper bittet Dre um eine Mitfahrgelegenheit zu einem Hausbesuch. Auf dem Rückweg hat sie einen platten Reifen. Wilkins, ein Abschleppwagenfahrer bietet ihr an, das Auto bei sich zu Hause zu reparieren. Dre geht ins Haus, als er fertig ist, und greift ihn an. Er gewinnt die Oberhand und beginnt, sie zu würgen, doch die anderen Stripper kommen ihr zu Hilfe und töten ihn. Dre haut ab und lässt die Stripper mit der Leiche zurück. | 17. März 2023        |
| 3  | Taste                        | Vier Monate später spürt Dre Menschen auf, die Ni’Jah auf Twitter beleidigen, und tötet sie deshalb. Sie reist nach Los Angeles und verfolgt ihr nächstes Opfer, doch dort bemerkt sie einen Mann, der auf der Release-Party des neuen Albums von Ni’Jahs Ehemann arbeitet. Sie folgt ihm nach Hause und verführt ihn, bringt ihn dazu, sie zur Party mitzunehmen, indem sie ihn in einen Gefrierschrank einsperrt. Sie infiltriert die Gruppe und nähert sich Ni’Jah, beißt sie jedoch überwältigt und flieht. | 17. März 2023        |
| 4  | Running Scared               | Weitere vier Monate später fährt Dre nach Bonnaroo, um Ni’Jah zu besuchen, als sie von einem Polizisten verfolgt und von einem Mädchen an einer Tankstelle gerettet wird. Das Mädchen führt sie zu einer „Female Empowerment“-Gruppe weißer Frauen unter der Leitung von Eva, die Gefallen an Dre findet. Sie entdeckt, dass ihr blutverschmiertes Auto gereinigt wurde und ihr Handy fehlt. Durch eine Reihe intensiver „Beratungssitzungen“ mit Eva enthüllt sie ihre Vergangenheit mit Marissa und dass es ihr Spaß gemacht hat, die Morde zu begehen. Während eines Rituals gerät sie in Panik und versucht zu gehen, aber Eva versucht, sie zu manipulieren und zu erpressen, damit sie bleibt. Dre holt ihr Handy und überfährt Eva, fährt weg und tötet ein Gruppenmitglied, das sich am Dach ihres Autos festklammerte. Sie schafft es nach Bonnaroo, stellt jedoch fest, dass das Festival bereits vorbei ist. | 17. März 2023        |
| 5  | Girl, Bye                    | Einen Monat später wird Marissas Telefonnummer von ihrem Vater Harris deaktiviert, was Dre zurück nach Houston führt. Sie trifft ihren und Marissas ehemaligen Chef und erfindet eine Geschichte über ihre Arbeit als Maskenbildnerin von Ni’Jahs Mutter. Sie bricht in Harris’ Haus ein und stiehlt seine Pistole, mit der sie seine Frau dazu zwingt, die Nummer wieder einzuschalten. Harris macht Dre für Marissas Selbstmord verantwortlich und versucht, sie mit einer Schrotflinte zu erschießen. Sie flieht in Marissas altes Zimmer und erstarrt, als sie ihren alten Schrein für Ni’Jah sieht, bevor sie knapp aus dem Fenster entkommt. | 17. März 2023        |
| 6  | Fallin’ Through the Cracks   | Die wahre Kriminaldokumentation „Falling Through the Cracks“ begleitet die Detektivin Loretta Greene aus Memphis bei ihren Ermittlungen zu Dres Morden. Sie stellt einen Zusammenhang zwischen den Opfern und ihrer Abneigung gegen einer äußerst beliebten und einflussreichen Künstlerin her, bei der es sich angeblich um Beyoncé handelt, und führt ihn auf Khalid zurück. Sie findet Dre über Marissas Instagram-Seite und besucht Marissas Mutter Patricia in Houston, die Greene erzählt, dass Dre einen von Marissas Freunden erstochen hat, als sie jünger waren. Dies führte dazu, dass sie aus der Familie geworfen wurde. Dres Sachbearbeiterin weigert sich, Greene ihren Hintergrund preiszugeben, und beschuldigt den Filmemacher, seine eigenen Fehler ignorieren zu wollen, indem er nach Dres sucht. Greene erfährt schließlich, dass Dre verhaftet wurde, weil er während eines Beyoncé-Konzerts in Atlanta die Bühne betreten hatte, und macht sich auf den Weg, um mit ihr zu sprechen. Es werden Interviewaufnahmen von Donald Glover gezeigt, in denen er behauptet, an einer Show über Dre zu arbeiten. Dies und die Tatsache, dass jeder Charakter von einem anderen Schauspieler gespielt wird, legt nahe, dass die Serie Swarm eine Nachbildung von Ereignissen ist, die angeblich in der realen Welt stattgefunden haben. | 17. März 2023        |
| 7  | Only God Makes Happy Endings | Im Juni 2018 in Atlanta geht Dre, nachdem sie ihr Telefon weggeworfen hat und sich als Mann namens Tony ausgibt, mit einem Doktoranden namens Rashida nach Hause. Als die Polizei ihr Auto findet, beginnt sie trotz ihrer starken Abneigung gegen Ni’Jah eine Beziehung mit Rashida. Schließlich lernt sie Rashidas Eltern kennen und zieht bei ihr ein. Dre bekommt Tickets für Ni’Jahs Jubiläum, was zu einem Streit führt, der eskaliert, als sie Rashida erwürgt. Sie verbrennt die Leiche, lässt die Tickets aber versehentlich in Rashidas Tasche. Sie tötet einen Scalper für sein Ticket und rennt auf die Bühne, aber Ni’Jah, die Dre sich als Marissa vorstellt, hält ihre Sicherheitsleute davon ab, Dre zurückzuhalten, und lässt sie mit dem Publikum sprechen. Sie sagt den Fans, dass sie sie liebt, geht mit Ni’Jah und legt unter Tränen ihren Kopf auf ihre Schulter, als sie in ihr Auto steigen. | 17. März 2023        |

## Produktion

### Hintergrund
Im Februar 2021 unterzeichnete Donald Glover einen Gesamtvertrag mit Amazon Studios. Eines der Projekte in der Entwicklung war Hive, das sich um eine von Beyoncé inspirierte Figur drehen sollte, wobei Janine Nabers als Co-Schöpferin und Showrunnerin fungierte. Glover wird auch als Schöpfer und Executive Producer genannt und führte bei der ersten Folge Regie.

### Drehbuch
Glover beschrieb die Serie als „post-truth Piano Teacher mixed with The King of Comedy“. Glover und Nabers wollten eine Anti-Helden-Geschichte kreieren, wobei sie Tony Soprano und Don Draper als Inspiration nutzten.
Malia Obama gehört zu den Autoren der Serie, Nabers sagte: „Wir wollten ihr wirklich die Möglichkeit geben, im Fernsehen Fuß zu fassen und zu sehen, ob das etwas ist, was sie weiterhin tun möchte.“

### Casting
Im April 2022 wurde Dominique Fishback als Hauptdarstellerin der Serie angekündigt, die auch als Produzentin mitwirkt. Glover kontaktierte Fishback, um die Rolle der Schwester der Hauptdarstellerin zu spielen. Fishback überzeugte Glover, ihr die Hauptrolle zu geben. In der Serie spielen außerdem Chloe Bailey als Dre’s Schwester Marissa und Damson Idris als Marissas Freund mit.

### Veröffentlichung
Swarm wurde am 10. März 2023 beim South by Southwest Film Festival 2023 uraufgeführt. Alle sieben Episoden wurden am 17. März 2023 auf Amazon Prime Video veröffentlicht.

### Filmmusik
Am 17. März 2023 wurde der originale Soundtrack zur Serie veröffentlicht. Die Extended Play enthielt Begleitmusik aus der von Donald Glover und KIRBY aufgeführten Serie.

## Rezeption
Dominique Fishback erhielt für ihre Rolle in der Fernsehserie Swarm viel Beifall, wobei die Kritiker ihre Leistung in der Schlussszene der Pilotfolge lobten. Die Serie hat von den Kritikern positive Kritiken erhalten, wobei die Leistung von Dominique Fishback insbesondere gelobt wurde. Auf der Kritiker-Website Rotten Tomatoes hat Swarm eine Zustimmungsrate von 87 %, basierend auf 68 Kritikerbewertungen (Stand: 31. August 2023). Der Konsens der Kritiker auf der Website lautet: „Swarm kann so unangenehm sein wie ein Hornissenstich, aber Dominique Fishbacks wilde Performance und die kühnen kreativen Schwünge der Macher ergeben eine wahrhaft subversive Sicht auf das toxische Fandom.“ Metacritic, das einen gewichteten Durchschnitt verwendet, hat der Serie eine Punktzahl von 66 von 100 auf der Grundlage von 26 Kritiken zugewiesen, was auf „allgemein positive Kritiken“ hinweist (Stand: 31. August 2023).
Auf RogerEbert.com gab Nick Allen der Serie 3,5 von 4 Sternen und nannte sie eine „blutbespritzte Popkultur-Provokation“, die „wie eine Funhouse-Spiegelung sehr realer, wenn auch bizarrer, aktueller Themen der jüngsten Vergangenheit spielt“. Er schrieb auch, dass Donald Glovers Pilotfolge „fantastisch“ war und dass „die Satire der Serie umso herzzerreißender und zwanghaft anzuschauen ist, weil [Dominique] Fishback sich jeder Facette von Dre widmet.“
TVLine kürte Fishback zur „Darstellerin der Woche“ für die Woche vom 25. März 2023 für ihre Leistung in der siebten und letzten Folge Only God Makes Happy Endings. Die Seite schrieb: „Fishback bekommt eine Chance, ins Rampenlicht zu treten und haut uns mit dem faszinierenden Porträt eines obsessiven Fans um, der über die Stränge schlägt und einen Amoklauf begeht. Fishback war während der gesamten Serie phänomenal, aber sie hob sich das Beste für die letzte Folge von Swarm auf, in der sie vor unseren Augen ihre Gestalt verändert und uns eine weitere Eigenschaft von Dre zeigt.“